# Jacqueline Marval
Jacqueline Marval (ur. jako Marie Josephine Vallet 19 października 1866 w Quaix-en-Chartreuse, zm. 28 maja 1932 w Paryżu) – francuska malarka  modernistyczna. 

## Życiorys

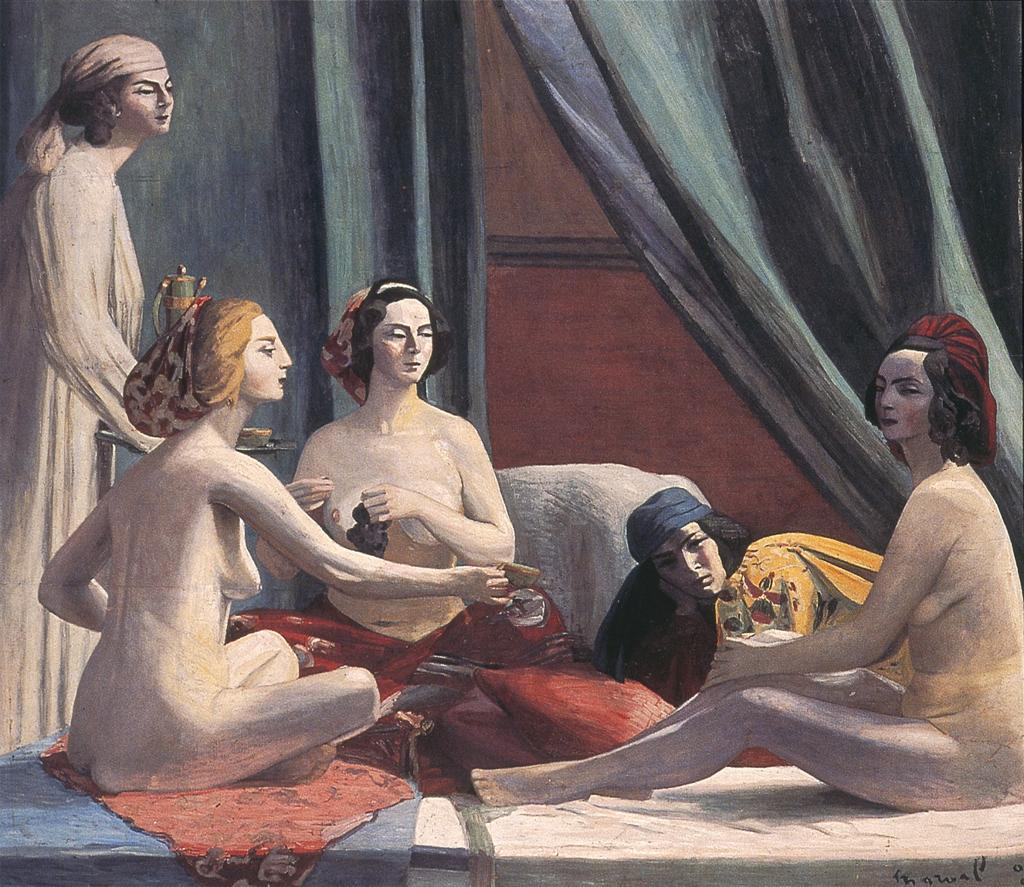
Odaliski, 1903, kolekcja prywatna

Marie Josephine Vallet urodziła się w 19 października 1866 roku w Quaix-en-Chartreuse jako córka nauczycieli. W 1884 roku rodzice znaleźli dla jej pracę na zastępstwo w charakterze nauczycielki; w tym samym czasie Marie Josephine zaczęła amatorsko malować pod pseudonimem Marie Jacques. Wyszła za mąż, ale małżeństwo to szybko się rozpadło. Wyjechała do Grenoble, gdzie podjęła pracę jako producentka kamizelek. W latach 1892–1895 poznała malarzy Josepha François Girota i Jules’a Flandrina, którzy wywarli decydujący wpływ na jej dalsze życie. Obu spotkała później w Paryżu. Zamieszkała razem Jules’em Flandrinem w dzielnicy Montparnasse. Uczęszczała na zajęcia malarskie do pracowni Gustave’a Moreau, gdzie zaprzyjaźniła się między innymi z Henrim Matisse’em i Georges’em Rouaultem. Postanowiła malować tętniące życiem martwe natury, ekscentryczne kobiety w efektownych nakryciach głowy, grupy kąpiących się oraz barwne sceny z udziałem kobiet i dzieci, które obserwowała podczas swoich wojaży po Francji. W 1900 roku zaczęła podpisywać swoje obrazy pseudonimem Jacqueline Marval. W następnym roku wzięła udział w Salonie Niezależnych, gdzie pokazała 10 obrazów. Została członkinią Société Nationale des Beaux Arts. W 1902 roku razem z Matiss’em, Marquetem i Flandrinem uczestniczyła w wystawie zbiorowej w Galerie Berthe Weill, w której regularnie wystawiała również w kolejnych latach. W roku następnym wraz z Matisse’em wzięła udział w inauguracyjnym Salonie Jesiennym. Jej prace kupowali marszandzi Ambroise Vollard (do 1908) i Eugène Druet (do 1905 roku). W 1908 roku Marval wspólnie z Jeanem Metzingerem, Marie Laurencin i Flandrinem uczestniczyła w wystawie zbiorowej w Galerie Berthe Weill. W roku następnym miała swoją pierwszą wystawę w Galerie Druet, gdzie przez kolejne lata prezentowała swoje prace wraz z Rouaultem, Matisse’em, Rogerem de La Fresnaye i innymi twórcami. W tym czasie Marval, zbliżona stylem do fowistów, zajmowała się również dekorowaniem apartamentów. W 1913 roku udekorowała foyer gmachu paryskiej opery. W tym samym roku Francis Picabia zaprezentował jej obraz Odaliski na nowojorskiej wystawie sztuki nowoczesnej Armory Show. Obraz przedstawia pięć kobiet: trzy siedzące nago, jedną ubraną w pozycji leżącej, wspartą na łokciu, jedna stojącą i trzymającą tacę w ręce. Guillaume Apollinaire napisał na łamach Chronique des arts, że artystka dała próbkę jej talentu tworząc ważne dla współczesnego malarstwa dzieło. W czasie wojny Marval opiekowała się dziećmi innych artystów, którzy zostali powołani do służby. Jej prace były pokazywane w Barcelonie, Winterthur, Oslo, Bazylei i Zurychu; kilka z nich zostało w latach 20. sprzedanych państwu francuskiemu. Marval zrealizowała plakat i katalog wystawy w Salonie Jesiennym w 1923 roku. Wspólnie z Andry-Farcym działała na rzecz utworzenia w Grenoble muzeum sztuki nowoczesnej. Jednak w późniejszym okresie straciła zainteresowanie malarstwem; oddawała się tańcom, ubierała się w stylu „pociesznej wykwintnisi”, farbowała włosy na czerwono i nosiła zielone kapelusze, które sama tworzyła. Otrzymała przydomek „wróżka z Belle Époque” („fée de la Belle Époque”). Marval zmarła w 1932 roku w Paryżu. Po śmierci jej prace były przechowywane w Galerie Druet, a po jej zamknięciu w 1938 roku zostały sprzedane.
W 1989 jej prace zaprezentowano na wystawie l'Exposition 150 Ans de Peintre Dauphinoise w Château de la Condamine.

## Twórczość
Marval była ważną artystką w początkowej fazie rozwoju modernizmu. Jej obrazy z przełomu XIX i XX wieku stanowią mieszankę wpływów realizmu, fowizmu i ekspresjonizmu. Wykazują bliskie pokrewieństwo z twórczością Keesa van Dongena, jej przyjaciela i sąsiada. 

## Zbiory
Prace Marval znajdują się w wielu muzeach, w tym w: Musée d'art moderne de la ville de Paris, Musée du Petit Palais de Genève, Musée de Grenoble i Musée des beaux-arts de Chambéry.